# Cerithiopsis matara
Cerithiopsis matara là một loài ốc biển, động vật chân bụng trong họ Cerithiopsidae, được tìm thấy ở Vương quốc Anh Exclusive Economic Zone. Nó được Dall mô tả năm 1889.

## mô tả
Chiều dài tối đa của vỏ ốc được ghi nhận là 9,8 mm.

## Môi trường sống
Độ sâu tối thiểu được ghi nhận là 183 m. Độ sâu tối đa được ghi nhận là 183 m.